# Isabel Franco Carmona
Isabel Franco Carmona (Sevilla, 27 de noviembre de 1985) es una política española, diputada por Huelva y Sevilla en el Congreso de los Diputados durante la XI, XII, XIII y XIV legislaturas.

## Biografía
Es diplomada en Relaciones Laborales, licenciada en Ciencias del Trabajo por la Universidad de Sevilla y posee un máster en Estudios Avanzados en Trabajo y Empleo por la Universidad Complutense de Madrid. También cuenta con formación en Análisis y Evaluación de Políticas Públicas. Ha trabajado como asesora laboral, administrativa laboral y formadora para desempleados en autoempleo e igualdad de género. Forma parte del Sindicato Andaluz de Trabajadores (SAT). 
Como militante de Podemos, es parte del Consejo Ciudadano Estatal y del Consejo Ciudadano de Sevilla. En diciembre de 2015 formó parte de las listas de Podemos al Congreso y fue elegida diputada por Huelva, siendo reelegida por Unidos Podemos en 2016. En las elecciones generales de abril y noviembre de 2019 concurrió por la circunscripción de Sevilla, resultando elegida diputada en ambas legislaturas.